# أشوت أناستاسيان
أشوت أناستاسيان Ashot Anastasian لاعب شطرنج أرميني يحمل لقب أستاذ كبير.
- ولد في 10 يوليو 1964 ومات في 26 ديسمبر 2016.
- فاز بميداليتين برونزيتين ضمن المنتخب، وميدالية ذهبية منفرداً في أولمبياد الشطرنج.
- بلغ تصنيف إيلو 2556 نقطة عام 2011، مما جعله المصنف رقم 14 في أرمينيا.
- فاز ببطولة أرمينيا للشطرنج ثماني مرات أعوام 1983، 1985، 1986، 1987، 1988، 1992، 1994 و2005.
- حصل على لقب أستاذ دولي عام 1988.
- حصل على لقب أستاذ كبير عام 1993.
- احتل المركز الأول في دورة كاتوفيتسه للشطرنج في بولندا عام 1993.
- فاز بالمركز الأول مشتركا مع باسم أمين في مهرجان شطرنج أبو ظبي في عام 2007.

## روابط خارجية
- أشوت أناستاسيان على موقع مباريات الشطرنج (الإنجليزية)
- أشوت أناستاسيان على موقع 365Chess.com (الإنجليزية)
- أشوت أناستاسيان على موقع Chesstempo.com (الإنجليزية)
- أشوت أناستاسيان سجل أولمبياد الشطرنج على موقع OlimpBase.org (الإنجليزية)